# First Reformed - La creazione a rischio
First Reformed - La creazione a rischio (First Reformed) è un film del 2017 scritto e diretto da Paul Schrader, con protagonisti Ethan Hawke e Amanda Seyfried.

## Trama
Ernst Toller, pastore della First Reformed Church di Snowbridge (New York) alle prese con una crisi di fede, scrive i suoi pensieri in un diario, che intende tenere per un anno e poi distruggere. Ernst guida una chiesa riformata olandese di 250 anni che una volta era una fermata della ferrovia sotterranea. Sotto la guida di Toller, la chiesa affronta un calo di presenze che l'ha allontanata dalla sua storica focalizzazione sulla teologia calvinista; ora serve soprattutto come attrazione turistica. Toller, un ex cappellano militare, sta anche lottando con la morte di suo figlio Joseph, ucciso nella guerra in Iraq, e con l'alcolismo. Toller cerca una comprensione spirituale più profonda attraverso la lettura di scrittori cattolici (G. K. Chesterton e Thomas Merton) e libri mistici (La nube della non-conoscenza). Questo lo porta a cercare sostegno da Abundant Life, la megachiesa evangelica di Albany che possiede First Reformed.
Viene avvicinato da Mary, che sta cercando una consulenza per Michael, suo marito radical-ambientalista. Michael sfida ulteriormente le convinzioni di Toller: spiega che vuole che Mary abortisca, perché non vuole portare un bambino in un mondo che sarà reso quasi inabitabile dal cambiamento climatico. Mary trova nel loro garage un gilet da suicidio appartenuto al marito. Toller lo prende, promettendo di consigliarlo a Michael. Mary e Toller discutono di andare alla polizia, ma Toller ritiene che ciò peggiorerebbe lo stato di Michael. Poco prima del loro prossimo appuntamento, Michael invia a Toller un messaggio di testo chiedendo di incontrarsi in un parco locale. Toller arriva e trova Michael morto per una ferita autoinflitta da un fucile da caccia. In conformità con la volontà di Michael, viene celebrata una funzione presso una discarica locale di rifiuti tossici, dove vengono sparse le sue ceneri.
Nel frattempo, i piani sono in corso per celebrare il 250º anniversario della First Reformed con una funzione a cui partecipano il sindaco, il governatore e Edward Balq, uno dei principali finanziatori di Abundant Life e il proprietario di una fabbrica inquinante. Durante un incontro in una tavola calda, Balq si oppone al fatto che Toller onori il testamento di Michael e lo considera un atto politico, e i due discutono sul cambiamento climatico: Balq lo liquida come "complicato", ma Toller lo vede come una semplice questione di gestione cristiana.
Provando dolore fisico, Toller si reca con riluttanza da un medico, che sospetta un cancro allo stomaco e programma alcuni esami. Toller ha il computer portatile di Michael, che ha preso dopo il suicidio di Michael per evitare che la polizia scopra il radicalismo di Michael e crei problemi a Mary. Lo usa per fare ricerche sulle preoccupazioni di Michael, compresi i materiali sulla fabbrica di Balq che gli hanno ispirato il giubbotto esplosivo. Una notte, Mary fa visita a Toller nella canonica della chiesa, e lui interpreta il ruolo di Michael in un rito non sessuale di intimità fisica che la coppia era solita compiere.
Toller prega Mary di non partecipare alla funzione di anniversario. Preparandosi per il suo ruolo nella cerimonia, indossa il giubbotto esplosivo e lo arma. Quando vede Mary entrare per la cerimonia, si toglie il giubbotto e si avvolge invece nel filo spinato sotto il camice. Toller versa un bicchiere pieno di detersivo e sta per berlo quando Mary lo interrompe e i due si abbracciano e si baciano appassionatamente.

## Produzione
Il progetto è stato annunciato nel settembre del 2016, con l'entrata di Amanda Seyfried ed Ethan Hawke nel cast. Per il ruolo del reverendo Toller, Schrader aveva considerato anche Jake Gyllenhaal e Oscar Isaac. Nel gennaio del 2017 Cedric the Entertainer si è aggiunto al cast.
Tra le fonti di ispirazione del film ci sono state Luci d'inverno di Ingmar Bergman e Il diario di un curato di campagna di Robert Bresson. Schrader ha dichiarato di aver preso ispirazione da Ida di Paweł Pawlikowski per l'idea di girare il film in un rapporto d'aspetto di 4:3, affinché facesse «risaltare maggiormente la figura umana all'interno dell'inquadratura».

### Riprese
Il film, il cui budget è stato di 2,5 milioni di dollari, è stato girato in 20 giorni a Brooklyn e nel Queens.

## Promozione
Il primo trailer del film è stato diffuso il 29 marzo 2018.

## Distribuzione
Il film, presentato in anteprima in concorso alla 74ª Mostra internazionale d'arte cinematografica di Venezia il 31 agosto 2017, è stato distribuito nelle sale cinematografiche statunitensi a partire dal 18 maggio 2018 da A24, mentre in Italia è stato pubblicato direct-to-video dalla Universal Pictures Home Entertainment a partire dal 26 ottobre 2018.

## Riconoscimenti
- 2019 - Premio Oscar[15]
  - Candidatura per la migliore sceneggiatura originale a Paul Schrader
- 2017 - Mostra internazionale d'arte cinematografica di Venezia[16]
  - Premio Green Drop
  - In competizione per il Leone d'oro al miglior film
- 2018 - American Film Institute[17]
  - Migliori dieci film dell'anno
- 2018 - Chicago Film Critics Association[18]
  - Migliore sceneggiatura originale a Paul Schrader
- 2018 - Gotham Independent Film Awards[19]
  - Miglior sceneggiatura a Paul Schrader
  - Miglior attore a Ethan Hawke
  - Candidatura per il miglior film
- 2018 - Los Angeles Film Critics Association[18]
  - Miglior attore a Ethan Hawke
- 2018 - National Board of Review[20]
  - Migliori dieci film dell'anno
  - Miglior sceneggiatura originale a Paul Schrader
- 2018 - National Society of Film Critics[21]
  - Miglior attore a Ethan Hawke
- 2018 - New York Film Critics Circle Awards[22]
  - Miglior attore protagonista a Ethan Hawke
  - Miglior sceneggiatura a Paul Schrader
- 2018 - San Diego Film Critics Society Awards[23]
  - Miglior attore a Ethan Hawke
  - Candidatura per la miglior fotografia a Alexander Dynan
- 2018 - Toronto Film Critics Association[18]
  - Miglior sceneggiatura a Paul Schrader
  - Miglior attore a Ethan Hawke
- 2019 - Critics' Choice Awards[24][25]
  - Miglior sceneggiatura originale a Paul Schrader
  - Candidatura per il miglior attore a Ethan Hawke
- 2019 - Independent Spirit Awards[26][27]
  - Miglior attore protagonista a Ethan Hawke
  - Candidatura per il miglior film
  - Candidatura per il miglior regista a Paul Schrader
  - Candidatura per la miglior sceneggiatura a Paul Schrader
- 2019 - Satellite Award[28]
  - Candidatura per il miglior attore in un film drammatico a Ethan Hawke
  - Candidatura per la miglior sceneggiatura originale ad Paul Schrader
  - Candidatura per il miglior film indipendente

Nel luglio 2019 il sito Indiewire.com, specializzato in cinema e critica cinematografica, posiziona il film al ventinovesimo posto dei migliori cento film del decennio 2010-2019.